# La Iglesia católica y el Holocausto
La iglesia católica y el holocausto: una deuda pendiente es un libro de Daniel Jonah Goldhagen, publicado originalmente en 2002 bajo el título A Moral Reckoning: The Role of the Catholic Church in the Holocaust and its Unfulfilled Duty of Repair (Un juicio moral: el rol de la Iglesia católica en el Holocausto y su deuda de reparación), que examina el papel desempeñado por la Iglesia católica en el Holocausto. 
El libro ofrece un repaso de los textos académicos en inglés sobre lo que Goldhagen sostiene es el antisemitismo a lo largo de la historia de la Iglesia, el cual habría contribuido sustancialmente a la persecución de judíos durante la Segunda Guerra Mundial. Además, recomienda varias medidas importantes que podrían ser adoptadas por la Iglesia para reparar el daño ocasionado por su supuesta participación. La obra recibió reseñas mixtas y fue objeto de una controversia considerable con respecto a acusaciones de inexactitudes y prejuicios anticatólicos.